# AMORTAGE (albumul lui JISOO)
AMORTAGE este piesa de debut solo a cântărețului sud-coreean JISOO. Lansat pe 14 februarie 2025 de BLISSOO și Warner Records. Albumul marchează prima lansare solo a lui JISOO, după ce a plecat de la YG Entertainment și Interscope Records în 2023. Constând din patru piese atât în coreeană, cât și în engleză, este un disc bubblegum pop care explorează diferitele etape ale dragostei.
AMORTAGE a primit recenzii pozitive de la critici pentru conceptul său versatil, producția dinamică și livrarea încrezătoare a lui JISOO. După lansare, a debutat pe primul loc în Circle Album Chart cu peste 200.000 de copii vândute, devenind al doilea album numărul unu în Coreea de Sud. A fost certificată platină de Asociația de conținut muzical din Coreea (KMCA) în aprilie 2025. Albumul s-a clasat, de asemenea, în Croația, Ungaria, Japonia, Portugalia, Elveția și în topul vânzărilor de albume din SUA.
Single-ul principal, „earthquake” a fost lansat alături de album. Cântecul a debutat în topul Billboard World Digital Songs din SUA și a atins vârful în top 50 al Billboard Global 200 și al Circle Digital Chart din Coreea de Sud. În promovarea Albumului, JISOO a susținut fanmeet-ul Soo in Love în Seul și s-a angajat în turneul fanmeet Lights, Love, Action! în Asia.